# Przełam
Przełam − w mineralogii, zdolność minerału do dzielenia się wzdłuż powierzchni nierównych, przypadkowych niezwiązanych z wewnętrzną strukturą kryształu.
Cecha ta występuje zwłaszcza w przypadku kryształów, które nie mają łupliwości i rozpadają się pod działaniem czynników mechanicznych nieprawidłowo, wzdłuż krzywych powierzchni przełamu.

## Terminologia

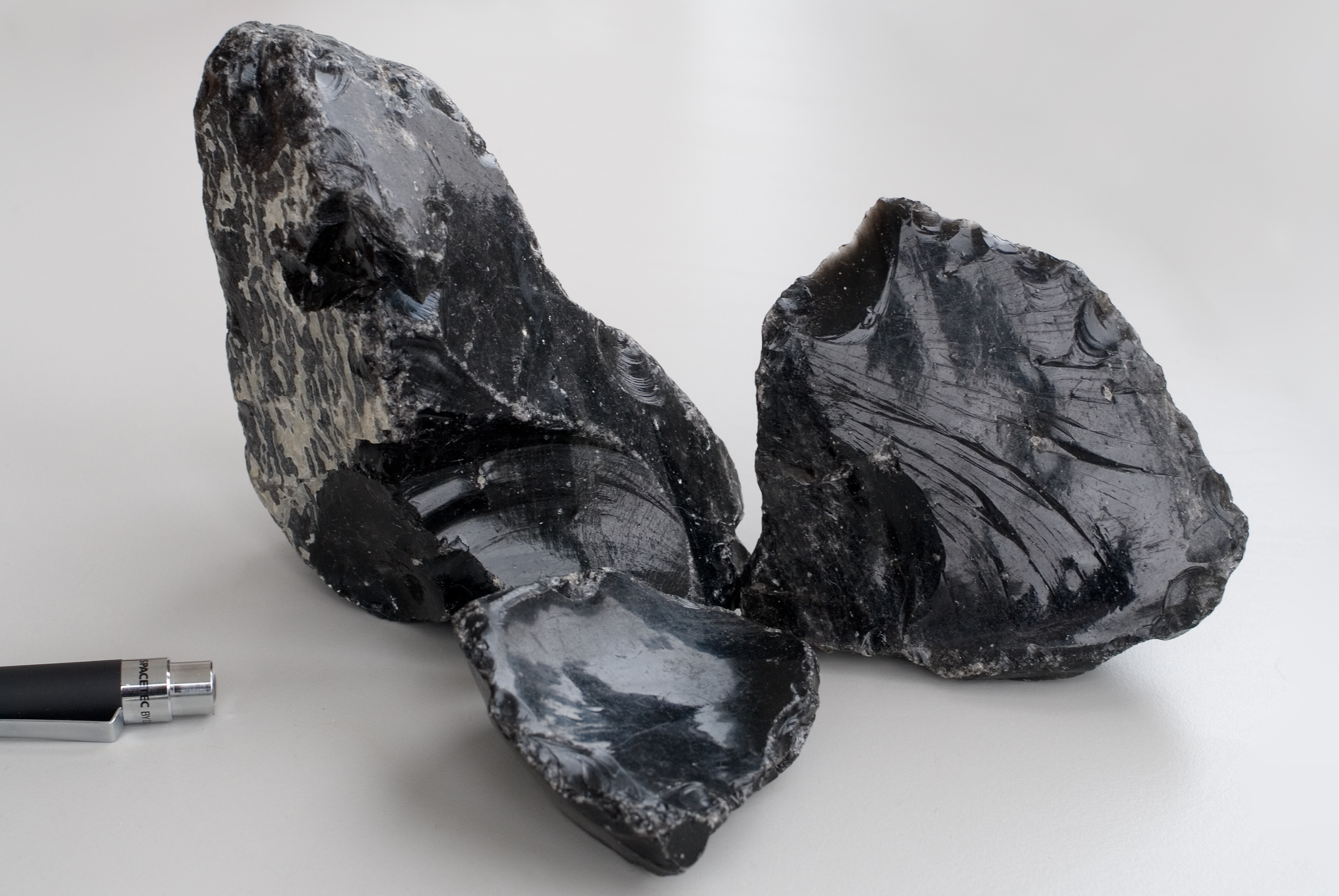
Obsydian z widocznym przełamem muszlowym

Powierzchnie przełamu są zazwyczaj nierówne, a najbardziej charakterystyczne formy są określane własnymi nazwami opisowymi. Wyróżnia się następujące rodzaje przełamu:
- muszlowy − charakteryzuje się falistą powierzchnią przypominającą muszlę małży. Często pojawia się w amorficznych lub drobnoziarnistych minerałach, takich jak krzemień i opal, ale może również wystąpić w krystalicznych minerałach, takich jak kwarc. Obsydian, który jest skałą magmową, a nie minerałem, także ma widoczny przełam muszlowy. Przełam submuszlowy jest podobny do przełamu muszlowego, ale ma mniej zauważalne krzywizny.
- nierówny − chropowata powierzchnia z przypadkowymi nierównościami, typowa dla kamieni tworzących drobnoziarniste skupienia zbite. Występuje u wielu minerałów, takich jak np. piryt.
- haczykowaty − chropowata i nierówna powierzchnia, cecha metali rodzimych, np. srebra, złota.
- zadziorowaty − zawiera ostre, podłużne pęknięcia wzdłuż punktów. Jest to szczególnie widoczne u minerałów włóknistych, takich jak chryzotyl, ale też i niewłóknistych, takich jak kyanit.
- ziemisty – struktura przełamu ziemistego przypomina wyglądem łamaną glebę. Często widoczna jest w minerałach stosunkowo miękkich, słabo zbitych, jak np. limonit i kaolinit.
- włóknisty[2]